# Lactarius deterrimus
Lactarius deterrimus é um fungo que pertence ao gênero de cogumelos Lactarius na ordem Russulales. Forma corpos de frutificação com chapéus inicialmente convexos, e depois afunilados quando maduros, atingindo 12 cm de diâmetro. A sua superfície é lisa, de cor tangerina a marrom-alaranjada, adquirindo um aspecto "sujo" devido ao surgimento de manchas esverdeadas à medida que envelhece. Na face inferior, existem lamelas pálidas e apinhadas que se ligam a um tronco cilíndrico, oco e com até 10 cm de altura. Quando danificado, o cogumelo libera uma substância leitosa, o látex, de coloração cenoura-avermelhada que passa a apresentar um tom marrom dez a trinta minutos após exposto ao ar.
É um cogumelo comestível, podendo ser consumido frito ou em conservas, porém é muito menos apreciado que o seu "primo" famoso L. deliciosus, pois tem um sabor levemente amargo. Prefere-se coletar espécimes jovens, pois os maduros geralmente estão infestados por larvas de insetos, como certos besouros e moscas. Foi devido à presença dessas larvas e ao sabor pobre, que a espécie recebeu o epíteto específico "deterrimus"; palavra latina, superlativo de "deterior" (menos bom), que significa "o pior". O termo foi dado pelo micologista alemão Frieder Gröger, que descreveu cientificamente o cogumelo como espécie isolada pela primeira vez em 1968.
Assim como todas as espécies de seu gênero, L. deterrimus forma micorrizas, uma relação simbiótica mutuamente benéfica com certos tipos de árvores, que garante nutrientes para ambos. Os cogumelos estão principalmente associados com abetos da Noruega (Picea abies), mas também podem formar micorrizas com a uva-de-urso (Arctostaphylos uva-ursi). Os corpos de frutificação são parasitados pelo fungo Hypomyces lateritius. Na natureza, é possível encontrar o L. deterrimus no continente europeu e em algumas regiões da Ásia (Turquia, Índia e Paquistão).

## Taxonomia e classificação
Apesar de ser um dos fungos mais comuns da Europa Central, Lactarius deterrimus só foi descrito cientificamente como uma espécie separada na década de 1960. Antes, o cogumelo havia sido considerado uma variedade de L. deliciosus por dois especialistas: Miroslav Smotlacha em 1947, que o chamou de L. deliciosus var. piceus; e Vassilkov em 1948, de L. deliciosus var. piceae, ambos são hoje nomina nuda. Em 1950, os autores Roger Heim e Leclair o incorporaram na nova espécie L. semisanguifluus. Dezoito anos depois, em 1968, finalmente foi classificado como uma espécie isolada, recebendo seu nome atual numa publicação do micologista alemão Frieder Gröger.
O epíteto específico "deterrimus" é uma palavra latina, o superlativo de "deterior" (menos bom), e significa "o pior". O termo foi escolhido por Gröger para destacar as propriedades gustativas pobres do cogumelo, pois deixa um gosto amargo na boca, e o fato de muitas vezes estar infestado por larvas de insetos. Os fungos do gênero Lactarius são comumente conhecidos nos países de língua inglesa como milkcaps, e o nome popular de L. deterrimus recomendado pela Sociedade Micológica Britânica é false saffron milkcap, uma referência ao famoso saffron milkcap (L. deliciosus).
Várias análises filogenéticas moleculares mostram que L. deterrimus, L. sanguifluus, L. vinosus e L. fennoscandicus formam um grupo de espécies relacionadas, o qual pode incluir os cogumelos norte-americanos L. paradoxus e L. miniatosporus. Embora L. deliciosus var deterrimus seja considerado sinônimo de L. deterrimus, uma análise de espécimes coletados na América do Norte, e identificados dessa maneira, não mostraram ser intimamente relacionados com os tipos europeus e também parecem não formar um grupo monofilético.
Lactarius deterrimus pertence à seção Deliciosi do gênero Lactarius. De acordo com estudos de filogenética molecular, esta seção constitui um grupo filogenético definido dentre os cogumelos produtores de látex. As espécies Deliciosi possuem um látex de coloração laranja ou avermelhada e sabor suave a levemente amargo. São fungos estritamente micorrízicos associados a coníferas. O "primo" mais próximo de L. deterrimus é L. fennoscandicus, espécie que foi separada do próprio L. deterrimus, em 1998, pelos micologistas Annemieke Verbeken e Jan Vesterholt.

## Descrição

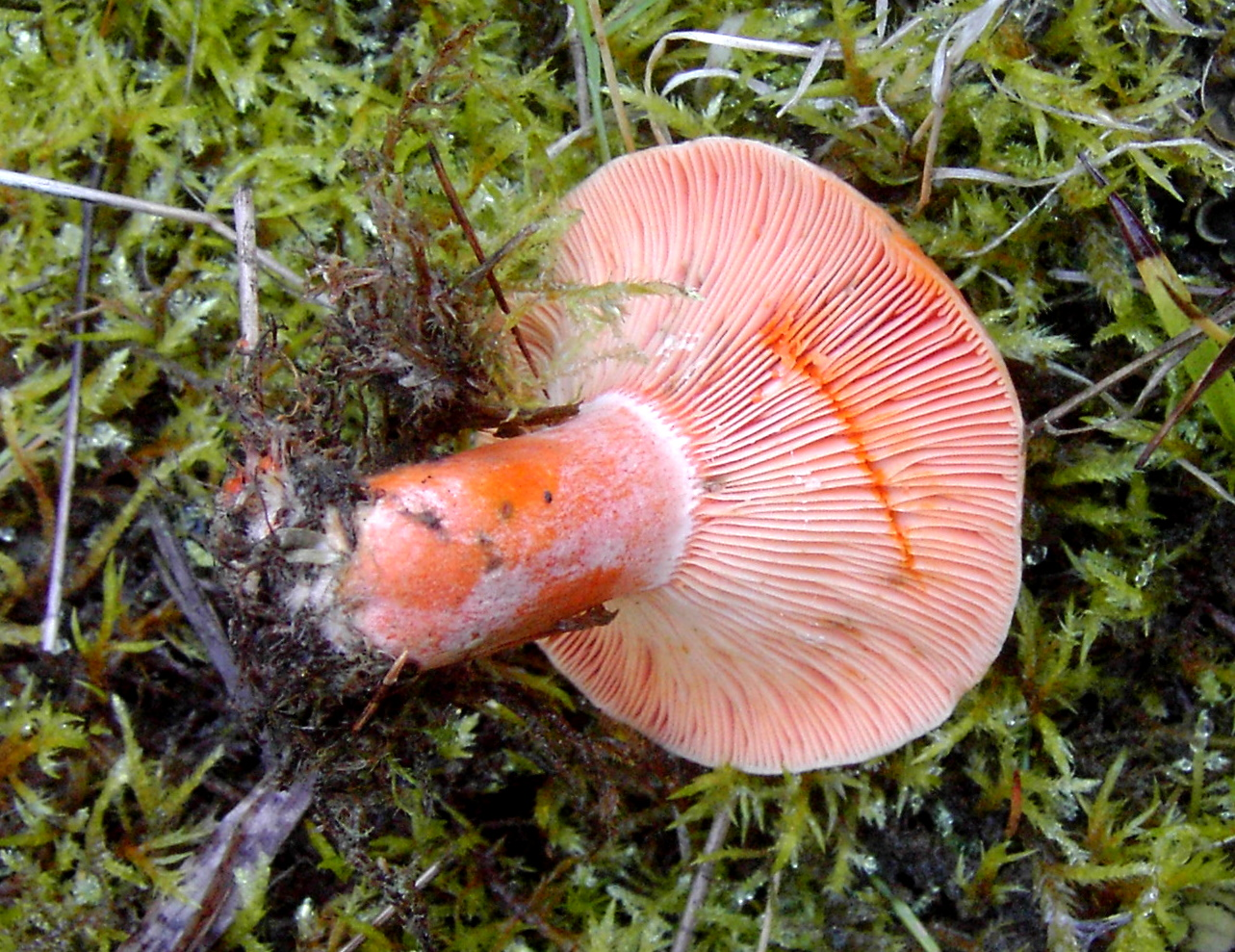
Quando "arranhado" o cogumelo libera seu látex alaranjado.

O píleo (o "chapéu" do cogumelo) é redondo e mede de 3 a 10 centímetros de diâmetro, raramente chegando a 12 cm. Quando jovem, tem formato convexo e bordas grosseiras enroladas para baixo, com o decorrer do tempo vai ficando cada vez mais plano, passa a apresentar uma depressão na parte central, e por fim assume a forma de funil. A superfície do chapéu é lisa, oleosa em clima úmido e levemente brilhante quando seca. Tem coloração tangerina a marrom-alaranjada, com um tom mais escuro (amarelo-marrom) próximo às bordas. Quando o cogumelo está maduro, ou depois do frio ou da neve, sua superfície fica com um aspecto mais "sujo", com manchas esverdeadas.
As lamelas são arqueadas, com um tom laranja-pálido a ocre-pálido, apinhadas, e se fixam à estipe de modo ligeiramente decorrente. Elas são frágeis, parcialmente bifurcadas próximo ao tronco e intercalam-se com as lamélulas (lamelas mais curtas que não se estendem completamente a partir da margem do chapéu até a estipe). Quando são danificadas ou quando o cogumelo já está muito velho, as lamelas adquirem inicialmente uma cor vermelho-escuro, depois ficam com manchas verde-acinzentadas. A impressão de esporos, técnica usada na identificação de fungos, é ocre-pálido.
A estipe, longa e cilíndrica, é laranja-avermelhada com algumas manchas e pequenos "buracos" em sua superfície. Mede entre 4 e 8 cm (raramente atinge 10 cm) de comprimento; e 1 a 1,5 cm de diâmetro. A base é geralmente um pouco mais espessa que o restante do tronco e torna-se oca por dentro a medida que o fungo envelhece. Como outras espécies do gênero, o cogumelo produz uma substância leitosa, o látex. No caso do L. deterrimus, esse líquido tem um coloração cenoura-avermelhada que passa a apresentar um tom marrom dentro de 10 a 30 minutos após exposição ao ar ambiente. Sua frágil carne, de cor amarelo-pálido, está muitas vezes infestada por larvas de insetos e quando cortada ou danificada, assim como o látex, fica primeiro cenoura-avermelhada, depois marrom e em poucas horas esverdeada. O cogumelo tem um cheiro desagradável, sabor suave inicialmente, mas, em seguida, levemente resinoso a amargo e quase picante, ou um pouco adstringente.

### Características microscópicas
Os esporos produzidos por L. deterrimus são rotundos a elipsoidais e medem 7,5 a 10 micrômetros (µm) de comprimento por 6 a 7,6 µm de largura. A ornamentação da superfície estende-se a 0,5 µm de altura e é, principalmente, constituída de verrugas e sulcos largos e curtos, os quais estão ligados através de algumas poucas linhas finas, formando desse modo uma rede incompleta (retículo parcial). A área supra-hilar, uma zona nitidamente limitada acima do apículo, é fracamente amiloide. Os basídios (células portadoras de esporos) possuem quatro esporos cada, e medem 45 a 60 por 9,5 a 12 µm. Eles são aproximadamente cilíndricos, ou com secção transversal em forma de trevo, e às vezes têm partículas oleosas ou corpos granulares. Os esterigmas têm 4,5 a 5,5 µm de comprimento. Os pleurocistídios, de paredes finas, são escassos, mas relativamente comuns próximo da borda das lamelas, onde geralmente têm um tamanho menor. Medem 45 a 65 µm de comprimento por 5 a 8 µm de largura, são salientes e aproximadamente fusiformes. O corpo é muitas vezes fino e granulado. Os pseudocistídios estão amplamente presentes. Eles têm de 4 a 6 µm de largura e são, por vezes, salientes, mas geralmente mais curtos do que os basidíolos (basídios no estágio inicial do desenvolvimento). Os basidíolos são cilíndricos a espirais e têm uma substância de cor ocre, semelhante aos laticíferos. Perto do topo eles são, no entanto, quase hialinos (transparentes). A borda das lamelas é normalmente estéril e pode ter poucos ou muitos queilocistídios. Os queiloleptocistídios, transparentes e de paredes finas, medem 15 a 25 µm de comprimento e 5 a 10 µm de largura. Têm quase a forma de trevo em secção transversal ou são irregulares, e geralmente contêm um material granular. Os queilomacrocistídios também têm paredes finas e medem 25 a 50 µm de comprimento e 6 a 8 µm de largura. Eles são ligeiramente fusiformes e muitas vezes têm uma ponta semelhante a um colar de pérolas, seu interior é hialino ou granular. Os laticíferos são abundantes e de cor ocre. A cutícula do píleo é uma ixocútis, na qual as hifas estão ligadas numa matriz gelatinosa, podendo reter a umidade e se tornar muito viscosa.

## Espécies semelhantes

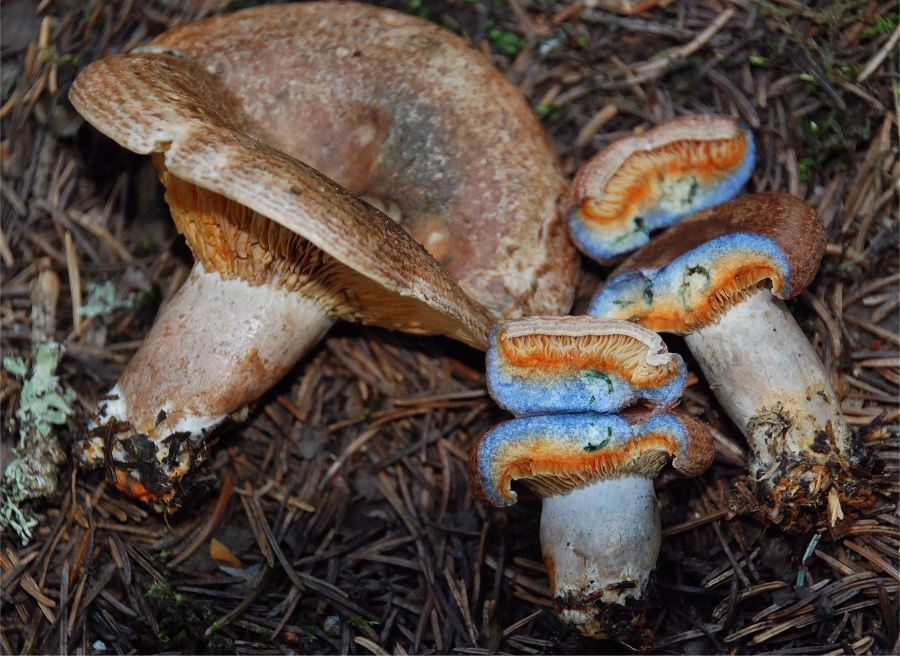
L. fennoscandicus é uma espécie bastante semelhante.

Uma espécie de aparência semelhante é o famoso L. deliciosus, um cogumelo muito apreciado como ingrediente culinário. É possível distingui-los porque a carne do L. deterrimus, quando exposta ao ar, fica avermelhada no prazo de 10 minutos e marrom-escura em cerca de meia hora, mudança provocada pela descoloração do látex. Já o L. deliciosus produz um látex que fica laranja ou avermelhado em 30 minutos. Sua carne tem um gosto leve e saboroso, enquanto que a do seu "primo" tem sabor distintamente amargo. O píleo de L. deterrimus muda de cor quando danificado, ou quando muito velho, para um tom esverdeado e é comum apenas associado abetos, enquanto que L. deliciosus se desenvolve sob pinheiros.
Ainda mais parecido é o raríssimo L. semisanguifluus. Seu látex também muda de tonalidade dentro de 5 a 8 minutos após exposto ao ar, adquirindo uma cor marrom. O chapéu dos corpos de frutificação mais velhos é quase completamente esverdeado. Também é comumente encontrado em associação com pinheiros. Porém o cogumelo mais parecido de todos, e também o mais próximo na escala filogenética, é o L. fennoscandicus, uma espécie de regiões boreais a subalpinas. Seu píleo tem "faixas" nítidas, é marrom-alaranjado e, às vezes, tem tons de roxo-cinzento. A estipe é pálida ou tem uma tonalidade laranja-ocre atenuada.

## Ecologia
Como todas as espécies do gênero Lactarius, L. deterrimus é, ecologicamente, um fungo micorrízico, formando portanto uma associação simbiótica mutuamente benéfica com várias espécies de plantas. As ectomicorrizas garantem ao cogumelo compostos orgânicos importantes para a sua sobrevivência oriundos da fotossíntese do vegetal; em troca, a planta é beneficiada por um aumento da absorção de água e nutrientes graças às hifas do fungo. A existência dessa relação é um requisito fundamental para a sobrevivência e crescimento adequado de certas espécies de árvores, como alguns tipos de coníferas.
Os abetos da Noruega (Picea abies) são tradicionalmente considerados as árvores hospedeiras específicas do L. deterrimus, interagindo com este na formação das micorrizas. Em 2006, foi relatado que o fungo também pode formar micorrizas arbutoides com a uva-de-urso (Arctostaphylos uva-ursi). Associações micorrízicas arbutoides são uma variante das ectomicorrizas. Encontradas em certos vegetais da família Ericaceae, elas se caracterizam por terem aglomerados de hifas entre as células epidérmicas. As micorrizas formadas com a uva-de-urso e o abeto da Noruega apresentam em comum algumas características, como a presença de um manto de hifas e da rede de Hartig. Mas as hifas só penetram junto às células epidérmicas no interação com a uva-de-urso; além disso existem também algumas diferenças quanto à forma da rede de Hartig, padrão de ramificação e cor. Embora já tenha sido demonstrado que a uva-de-urso forma micorrizas com uma grande variedade de fungos, tanto na natureza como em experimentos de laboratório, nunca tinha sido relatado uma associação desse tipo estritamente hospedeiro-específica. A planta pode funcionar como facilitadora para ajudar a restabelecer a população de abetos da Noruega em áreas desmatadas.

### Parasitas

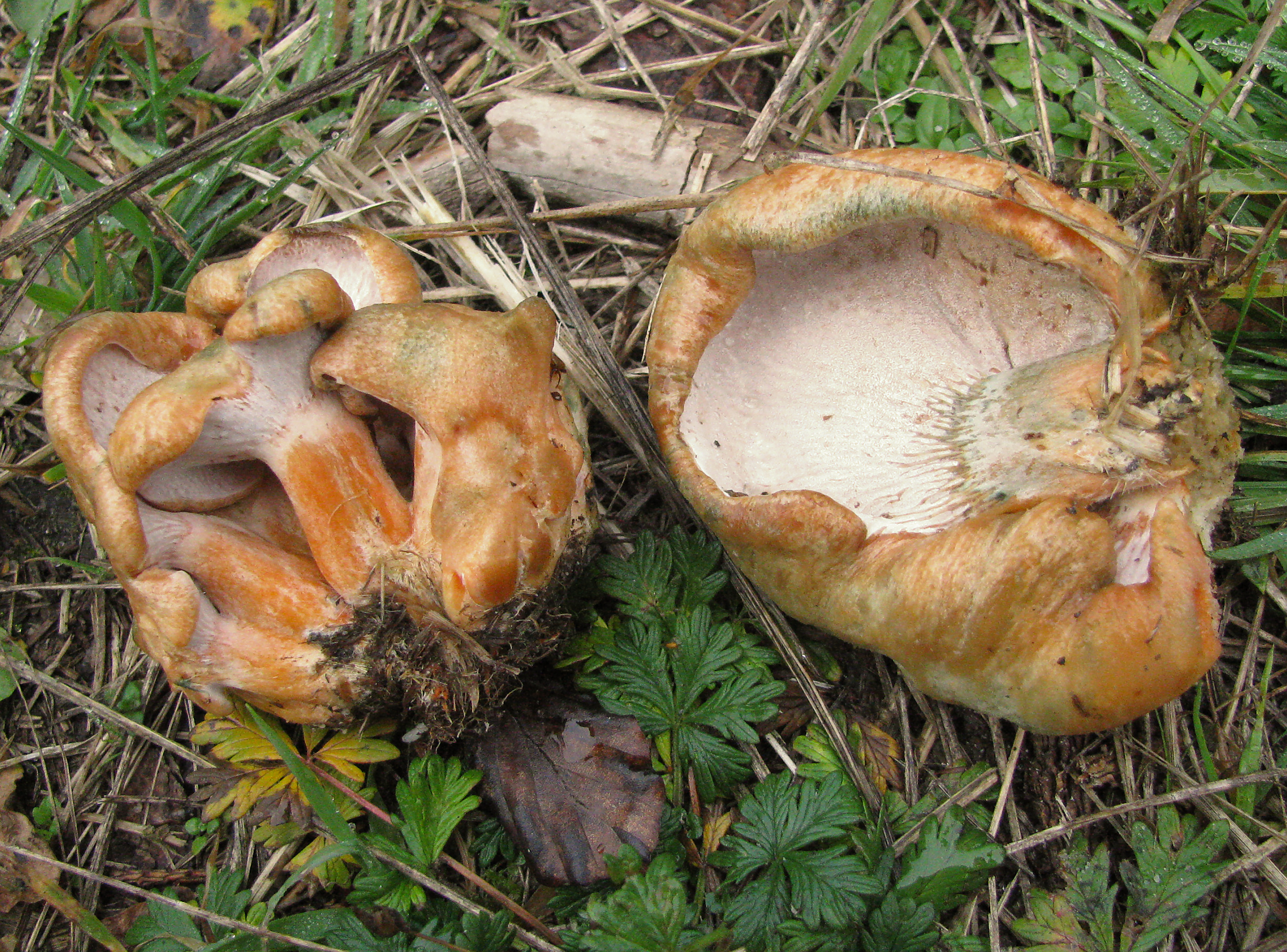
Lactarius deterrimus contaminado por Hypomyces lateritius

No verão e no outono é possível encontrar espécimes maduros de L. deterrimus infestados pelo fungo parasita Hypomyces lateritius (ou Peckialla laterita). Isso faz com que os cogumelos tenham um desenvolvimento anormal, podendo ter uma carne mais dura do que os que não foram parasitados. Eles ficam mais resistentes à rotura e podem sobreviver durante o inverno. Não desenvolvem lamelas; ao invés disso, a parte de baixo do chapéu é coberta por hifas que formam uma camada macia conhecida como subiculum. Dez a quatorze dias depois surgem os peritécios, os ascomas do Hypomyces, nos quais um asco com forma de espinho é produzido. Apesar de L. deterrimus, L. deliciosus e L. sanguifluus poderem ser infestados, raramente outros Lactarius o são. Hypomyces lateritius, H. ochraceus, H. rosellus, H. odoratus, e outras espécies de Hypomyces vivem parasitando diferentes cogumelos Lactarius, assim como cogumelos de outros gêneros.

### Predadores
Muitos fungos podem servir como fonte de alimento para larvas de insetos, enquanto que a maioria desses animais adultos comem fungos apenas ocasionalmente. Ainda assim, existe toda uma gama de espécies de insetos especialistas em se alimentar de fungos. A exemplo de larvas de besouros das famílias Mycetophagidae e Staphylinidae, e de moscas verdadeiras (dípteros). Os cogumelos produtores de látex são especialmente atrativos para as moscas verdadeiras, enquanto que a associação com larvas de besouros é comparativamente menos comum. Os insetos mais frequentemente encontrados nestes cogumelos são as larvas das famílias Mycetophilidae e Phoridae, que infestam até mesmo os corpos de frutificação mais jovens. Também relativamente comum em corpos de frutificação maduros, ou mais velhos, são as moscas Drosophilidae e Psychodidae. Espécies da seção Deliciosi do gênero Lactarius são muitas vezes infestadas por larvas de dípteros.
As seguintes espécies foram isoladas a partir dos corpos de frutificação de L. deterrimus:
- Ula sylvatica (Pediciidae): esta mosca foi isolada a partir de mais de 70 diferentes espécies de fungos, de diversos gêneros e famílias. Suas larvas passam um longo período do seu ciclo de vida nos corpos de frutificação, geralmente três ou quatro semanas.
- Mycetophila blanda (Mycetophilidae): larvas de moscas da família Mycetophilidae geralmente se desenvolvem em cogumelos Lactarius da seção Deliciosi.
- Mycetophila estonica (Mycetophilidae): uma espécie rara, descrita pela primeira vez em 1992, que está intimamente relacionada com M. blanda e também é comum em cogumelos produtores de látex.
- Mycetophila evanida (Mycetophilidae): foi encontrada em vários cogumelos, além do Lactarius deterrimus, pode predar o L. fulvissimus e Russula luteotacta.
- Culicoides scoticus (Ceratopogonidae): é um dos mosquitos que picam mais comuns encontrados em fungos; sua ocorrência foi registrada em mais de vinte espécies diferentes de cogumelos.
- Mydaea corni: esta espécie pertence à família Muscidae e foi até agora encontrada em cogumelos dos gêneros Lactarius e Russula.[19]

Além destes, os mosquitos Psychoda albipennis, P. lobata e Tinearia alternata também foram isolados a partir dos corpos de frutificação do fungo. As larvas de Psychoda lobata são conhecidas por se desenvolver a partir de uma vasta gama de espécies fúngicas de mais de 30 gêneros. Um estudo de campo na Lituânia constatou a presença de larvas de quatro espécies de moscas-das-frutas (Drosophila funebris, D. phalerata, D. transversa e D. testacea) em cogumelos de L. deterrimus.

## Distribuição e habitat

Distribuição de L. deterrimus no continente europeu (países em verde).

Lactarius deterrimus está principalmente distribuído pela Europa, mas o cogumelo também pode ser encontrado em algumas regiões da Ásia (Turquia, Índia, Paquistão). De acordo com pesquisas recentes de biologia molecular, as espécies norte-americanas similares dos Estados Unidos e México não têm uma relação próxima com as espécies europeias. Na Europa, o fungo é especialmente comum na porção norte, nordeste e central do continente. No sul e no oeste é mais encontrado em áreas montanhosas. No leste, sua área de ocorrência se estende à Rússia.
A espécie é comum em florestas de faias-europeias e carpinos, além de matas nativas e plantações de abetos. Os cogumelos podem ser encontrados no interior e nas bordas dessas florestas, em clareiras, prados, e até mesmo em regiões de vegetação baixa com urzes e plantas do gênero Juniperus. Quase não existem habitats onde o abeto predomina e não se possa encontrar L. deterrimus. O cogumelo é muito comum nas florestas de pinheiros jovens, com 10 a 20 anos de idade, onde ocorre ao longo das bordas das florestas, ocasionalmente, em aglomerados.
O fungo tem preferência por solo calcário, embora já tenha sido encontrado em quase todos os tipos de solos. Desenvolve-se sobre a areia, turfa, cambissolo, solos calcário e não-calcários. O cogumelo tolera solos tanto ácidos como alcalinos, e de baixo ou relativamente alto teor de nutrientes. Solos fortemente eutróficos são inadequados para o seu crescimento. Os corpos de frutificação aparecem do final de junho a novembro, mas especialmente de agosto a outubro; espécimes que persistem durante o inverno podem ser encontrados em dias mais frios até o início de fevereiro.

## Importância

### Comestibilidade

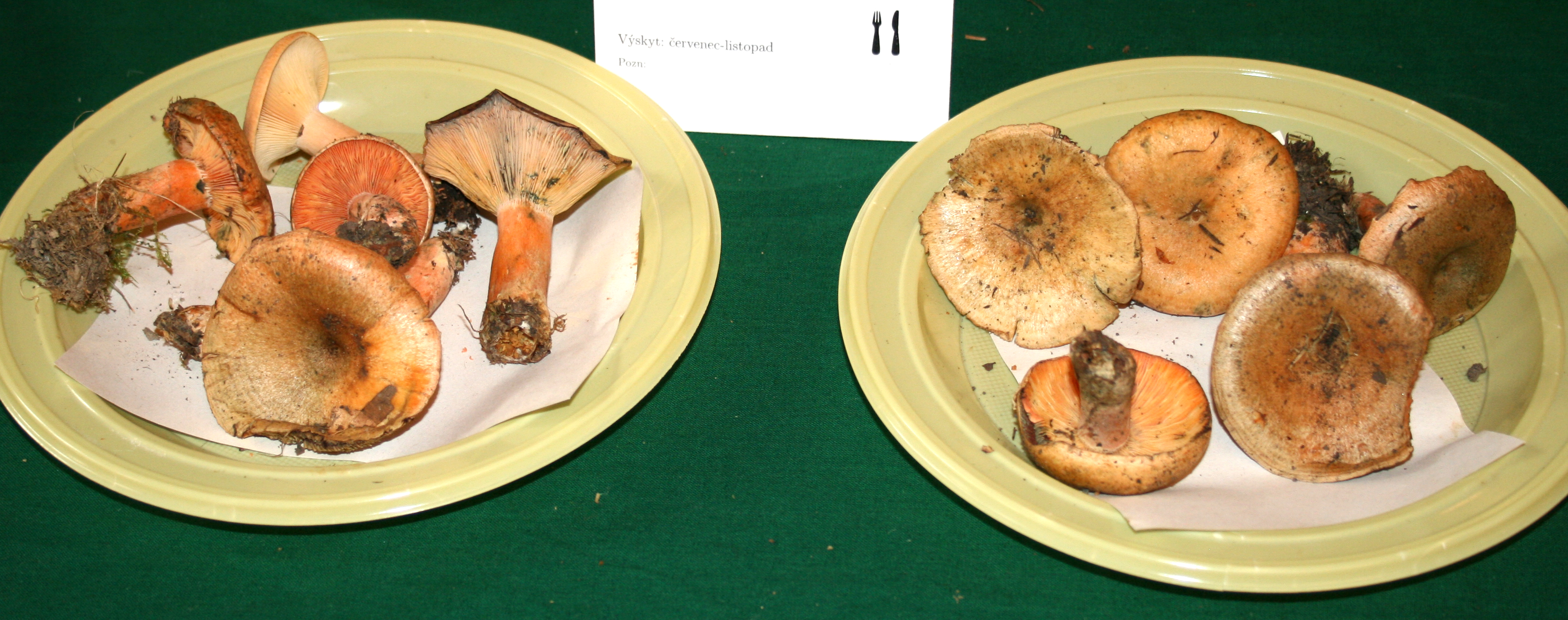
Cogumelos coletados na República Tcheca.

L. deterrimus é um cogumelo comestível, porém muito menos apreciado que o seu "primo" famoso L. deliciosus, pois tem um sabor levemente amargo e muitas vezes está infestado por larvas. Assim como o L. deliciosus, geralmente é consumido após ser frito em manteiga ou óleo; se cozido em água, a carne se torna muito macia. Podem ser ainda conservados secos ou como pickles. Os espécimes mais jovens são os preferidos pelos coletores de cogumelos, já que os fungos mais velhos têm mais chances de estarem cheio de larvas de insetos. Se uma pessoa ingerir grande quantidade de cogumelos, sua urina pode adquirir uma cor avermelhada. Acredita-se que isso não signifique uma lesão renal ou algum outro tipo de problema de saúde gerado pelo fungo. A alteração seria explicada pela excreção urinária parcial dos compostos azulenos presentes nos cogumelos consumidos.

### Compostos químicos
O látex do chapéu do corpo de frutificação tem uma cor laranja característica. Os sesquiterpenos guaines são responsável por tal cor. Os sesquiterpenos são terpenos compostos de três unidades de isoprenos e cerca de 15 átomos de carbono. Eles estão amplamente distribuídos na natureza e encontrados tanto em vegetais como em animais, por exemplo, nos hormônios juvenis de insetos. As plantas usam essas substâncias como defesa contra insetos. De acordo com alguns estudos, os sesquiterpenos tem propriedades antibióticas, anticancerígenas e imunoestimulantes.
Corpos de frutificação jovens e intactos de L. deterrimus tem sesquiterpenoides na forma de ésteres-di-hidrozulene de ácidos graxos. Cerca de 85% dos di-hidroazulenos de cor amarela são estereficados com o ácido esteárico e cerca de 15% com ácido linoleico. Se o cogumelo for lesado, o sesquiterpeno livre - um álcool di-hidroazulene - é lançado enzimaticamente. Muitas substâncias são produzidas a partir de sua oxidação: o aldeíldo delicial de cor amarela (1-formil-6, 7-di-hidro-4-metil-7-isoprenilazuleno), o aldeíldo de cor roxa lactaroviolino (1p-formil-4-metil-7-isoprenilazulene), e o álcool deterrol de cor azul (1-hidroximetil-4-metil-7-isoprenilazulene). O látex é inicialmente marrom mas pode ficar de várias cores como verde pálido. O álcool di-hidrozuleno e delicial são compostos instáveis, que reagem para formar outros produtos. Polimerases de delicial são particularmente efêmeras.